# В Сингапур с любовью
«В Сингапур с любовью» (англ. To Singapore, with Love) — документальный фильм 2013 года режиссёра Тан Пин Пин, рассказывающий о судьбах деятелей коммунистического движения Сингапура.

## Сюжет
Фильм состоит из девяти интервью со студенческими лидерами, профсоюзными деятелями и членами коммунистической партии Сингапура, боровшимися против колониализма, получившими большие тюремные сроки от новых властей, изгнанными из своей страны в 1960—1970-е годы — и по сей день не имеющими права вернуться, если они не умрут и их родственники не привезут их пепел обратно. Пятьдесят лет спустя, несмотря на переезд в Великобританию, Малайзию и Таиланд, им становится ясно, что Сингапур всё ещё держит их, а мысль о возвращении домой всё время в их сердцах и умах. Они организуют поездку в Малайзию, ближайший сосед Сингапура, где они посещают праздники, мемориалы и остаются в отеле, окна которого выходят на родину.

## Показы и прокат
Премьера фильма состоялась 3 октября 2013 года на 18-м Пусанском международном кинофестивале в Южной Корее, а затем его показали на Дубайском кинофестивале, где Тан Пин Пин получила приз за лучшую режиссуру в документалистике. Позже последовали показы на 64-м Берлинском кинофестивале, а также на других известных кинофорумах в Бангкоке, Сеуле, Куала-Лумпуре и Нью-Йорке. После этого, Тан Пин Пин хотела презентовать свою картину в конце сентября 2014 года на фестивале FreedomFilmFest в Национальном университете Сингапура, к 50-летию независимости страны. Однако Ведомство по развитию медиа Сингапура пришло к заключению, что фильм демонстрирует историю государства в искаженном виде, его содержание «угрожает национальной безопасности», и запретило распространение и публичный просмотр фильма. Сама Тан Пин Пин расстроилась, узнав о решении властей, и написала на странице в Фейсбуке: «Своим фильмом я хотела открыть дискуссию, которая помогла бы нам лучше осознать себя как нацию».